# Reggae Geel
Reggae Geel of Reggae Bel is een reggae-festival dat sinds 1978 jaarlijks plaatsvindt in de Belgische stad Geel. Voor vele jaren vond het festival plaats in het Geelse dorp Bel.

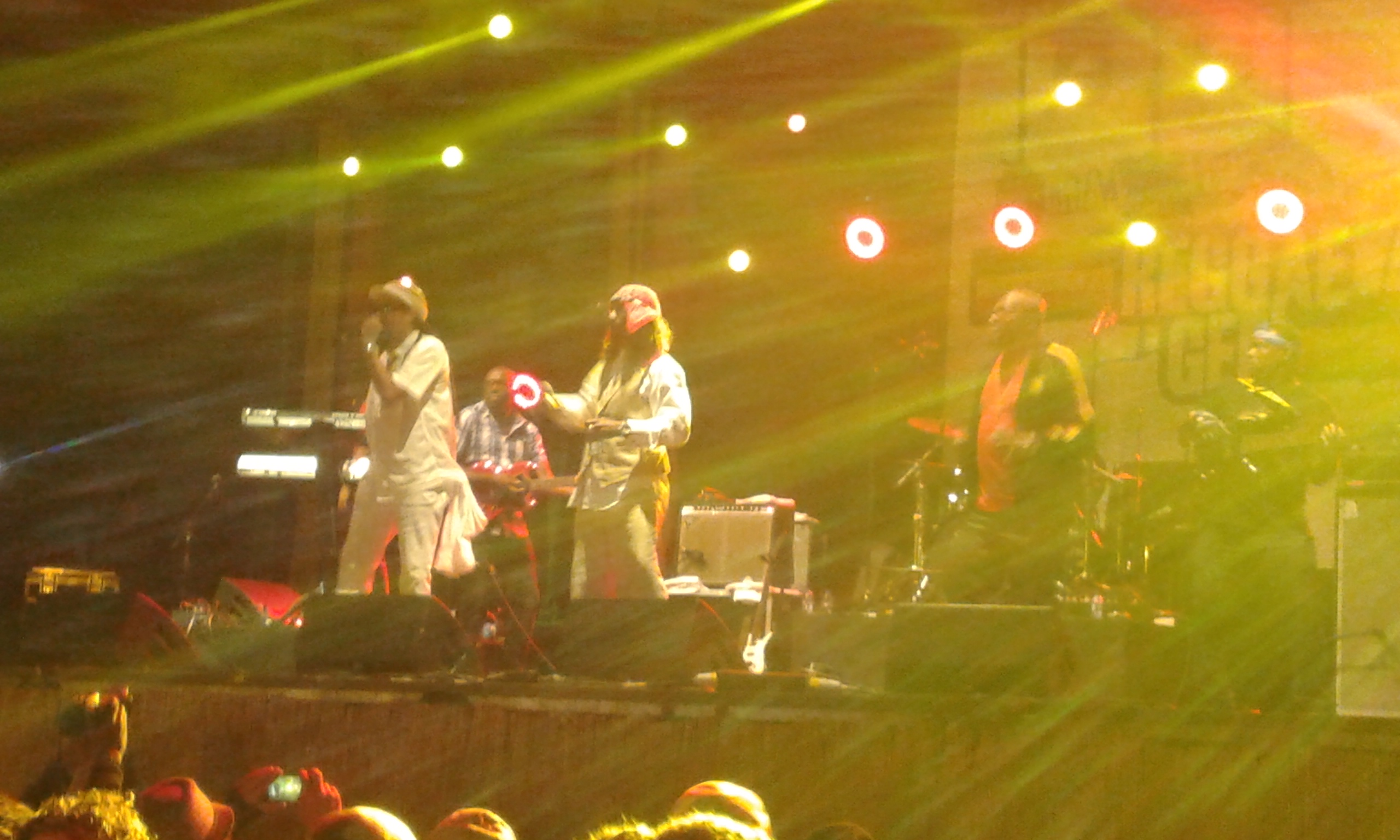
Super Cat op Reggae Geel in 2015

## Geschiedenis
Het festival ontstond als openluchtreggaefuif in 1978. Drie jaar later werd een versnelling hoger geschakeld. Dat jaar werd immers het allereerste liveconcert gegeven op het festivalterrein. Elk jaar groeide het aantal bezoekers. Steeds harder verschoof de klemtoon naar het livemuziekgebeuren en werden er voor het festival grote namen uit Jamaica overgevlogen. Dit trok de aandacht van de pers en het publiek en in amper vijf jaar tijd vertienvoudigt het publiek zich. Vanaf 1990 werd de programmatie uitgebreid met een Line-up van verschillende groepen.
Vanaf de 15de editie werd het publiek getrakteerd op een extraatje. Vanaf dan bestond het festival uit een dubbelprogramma met verschillende acts, waaronder één grote hoofdact. Daarnaast werd er gestart met een zijpodium met improvisatietheater, dj's en poëzie.
Vanaf 1995 komt daar de Bounce Dancehall bij en een jaar later werd besloten het festivalpakket uit te breiden met de vrijdagavond. Op die eerste dag van het reggaeweekend is er vooral plaats voor dancehallsoundsystems en ook het aanbod van randactiviteiten groeide gestaag met de programmatie van Jamaicaanse film, circus, kunst en een heuse reggaemarkt.
In 2005 is het festival gestart met de 18" Corner, een podium speciaal gericht op Dub. Twee jaar (2007) later kwam daar de Catch-a-mic contest bij.

## Line-up

### 1979 - 1989
1979
- Disco Brabo

1980
- Disco Brabo

1981
- Sugar Charlie & Jah Shakespear

1982
- Sugar Charlie & Jah Shakespear

1983
- Mighty 4 & The Rebels

1984
- Sugar Charlie & Jah Shakespear

1985
- Sugar Charlie & Jah Shakespear

1986
- Black Slate & Keith Drummond

1987
- Big Boatsia

1988
- Desmond Dekker and The Aces

1989
- Macka B ft Jah Shakespear & Sugar Charlie

### 1990 - 1999
1990
- Rootsdaughter Showcase ft. Natasha
- Claudette Boney
- Miss Irie
- Sandra Cross
- Ranking Ann
- Aisha
- Crucial Robbie ft The Robotiks

1991
- Allan Kingpin
- U-Roy ft. The Robotiks
- Sugar Charlie & Jah Shakespear

1992
- Jah Shaka
- Yamie Bolo
- Willie Williams
- Horace Andy ft. The Fasimbas
- Sugar Charlie

1993
- Donette Forte & Riddim of Resistance
- MC Tollah
- Vivian Jones
- General Levy &Michael Prophet ft. Ricky Tuff and The Ruff Cutt Band

1994
- Tena Stelin & Band
- Half Pint & Johnny Clarke feat. The Ruff Cutt Band
- United Dub Sound
- Ruffneck
- Blacka T
- Sugar Charlie
- Jah Shaky

1995
- Panache Culture
- Toyin Adekale
- Starkey Banton & Kingsounds
- Bob Marley Recording Studio Showcase ft. Desi D

- Captain Morgan and Echo
- Daktari Sound
- Ras Bors
- Ragga Yves
- Dennis World
- Spots Road Show
- Juc a Come
- Freedom Sounds International

1996
- Jah Music International
- Jazz Jamaica
- Steven Write and The Rite Vibe
- Junior Delgado & Augustus Pablo
- King Shiloh
- Ruffnek
- Armagedeon
- Mannaseh Hifi and Jah Vibemaster
- Jus A Come
- The London Dub Club Arena

1997
- The Amharic High Power Survival
- Jetstar Jumbo
- Lincoln Thompson & Royall Rasses
- Jahpostles
- Everton Blender
- Anthony B
- Jetstar
- Jus a Come
- King Shiloh ft. Majestic Warriors
- RDK Hifi

1998
- Live Redemption
- Sounclash Belgium vs. Holland feat. Survival Hi Powa
- Spotsroadshow vs. Boombastic & Back II Bass
- Rasites
- Levi Roots
- Earl 16
- Rohan Lee

- Ijahman Levi and Band
- Earl Sixteen
- Max Romeo
- Michael Rose ft Mafia & Fluxy
- Festus (Coxsone Outernational)
- Winnyman
- Jah Sound International
- Muzik Street Twin Spin

1999
- Killamanjaro
- Ragga Yves & Trancelators
- Far West Crew, Jah Sound International
- Levi Roots
- AbbaKush
- Twinkle Brothers
- Harry Chapman
- Yabby You
- Frankie Paul
- Jah Mali
- The Twinkle Brothers
- Ras Angels
- Ras Messengers
- DAAU Dubwise
- Robbo Ranks
- Music Street Spin
- Jah Youth
- Nyabinghi international
- Bass Culture
- Bong Productions
- Greenshen
- Back O Wall
- Homeless

### 2000 - 2009
2000
- Freddie McGregor & Ruff Cutt Band
- Barrington Levy
- Sugar Minott
- Bim Sherman Unplugged
- Gentleman & The Killing Riddim Section ft Tippa Irie
- Aisha
- Thriller
- Jenna
- Jayzik
- Starkey Banton
- Chukki Star
- Al Campbell
- Jah Sound International
- Bodyguard
- Pow Pow Movement
- Lord Kossity
- Godfather Crew
- King Shiloh
- Channel One

2001
- Stone Love Movement
- Far West Crew
- Uman & Band
- Max Romeo ft Tribu Acoustica
- Prezident Brown
- Alton Ellis & All Welcome Band
- Leroy Gibbons
- Jah Mason
- Lloyd Brown
- Panache Culture
- Fredlocks
- Shinehead & Dub Asante Band
- Calabash
- Ablas Solo & Exile Vibration
- Dantan Humble & Humble Ones
- Winnieman
- Ragga Ragga
- Red Alert
- Back II Bass
- Runn Sound
- Small Axe
- Homeless

2002
- Bong Productions
- Massive Sound
- Live Easy
- Soul Rebels
- Anthony B
- Bushman
- Admiral Bailey
- Crucial P
- Masiles
- Taffari & The Revolution Band
- Rude Rich & The High Notes
- Rasites
- Massive Sound
- Raggamuffin Whiteman
- Synes Movement
- Civalizee Foundation
- Bass Culture
- Red Alert
- TLP & Dors
- Far West Crew

2003
- Sly & Robbie ft Michael Rose
- Junior Reid & One Blood Band
- T.O.K.
- David Rodigan
- Nyahbingi drummers
- Original Uman
- Rodigan ft. Coppaface
- Eric Judah
- Bubblegum
- Factor X
- Ragga Yves
- Raggamuffin Whiteman & Sista G
- 3T & Sista Nele
- ROC ft. Calabash
- Blessing by the drummers of Nyabinghi Mika & General Dub Progress
- The Internationals
- Queen Omega and Sista Band
- LMS
- Soulstereo
- Bong Productions
- Flash it up
- TLP & Dors

- Ashanti 3000 feat. Dread Pressure
- Lion I Charjan & TD Ranking
- Drummer of Nyabinghi
- Thalita Gospel Choir
- Jamaican Comedy

2004
- Cocoa Tea ft Crisinti
- Robert Lee
- Marcia Griffiths
- Beres Hammond
- Panache Culture
- Sound System Selector
- Tony Matterhorn
- Ward 21
- Far West Crew
- Uphill Sound
- Uhuru Sound
- Crucial P
- Sanchez & Lloyd Brown
- Iley Dread and Genie Slick
- Massive Sound
- Civalizee Foundation
- Synex Movement
- Bassment Sound
- Juggling Discotheque
- High Grade Sound
- Ion Youth Warrior

2005
- Luciano
- Marcia Griffiths
- T.O.K.
- Cecile
- Gentleman
- Skatroniks
- Black Kat
- High Grade
- Far West Crew
- Bong Productions
- Kings of Swing
- Selvie Wonder & Lion I
- King Shiloh
- Jah Youth
- Skatroniks
- Willie Williams
- Bass Culture
- Boom A Ranks
- Cool Rock ft. Jahva Sound
- Uruhu Sound
- Skylarking
- Kings of Swing
- Civalizee Foundation
- King Shiloh
- Jah Shaka

2006
- Ricky Chaplin
- Cornell Campbell ft Mafia & Fluxie
- Jah Mali ft Artikal Band
- Linval Thompson & The Ruff Coat
- The Congos & Band
- Tappa Zukie
- Prince Jazzbo
- Sister Carol
- Original Red Alert
- TLP & Dors
- Metromedia ft. Skyjuice
- Soundquake ft. Million Stylez
- Jah Tubby’s Worldsystem
- Channel One Soundsystem
- Empress Ayeola
- Ricky Chaplin
- Burro Banton
- Tristan Palmerautt Band
- Crucial P
- Bong Productions
- Civalizee Foundation
- Ivory Sound
- NSG Sound
- North Venice Crew
- Skylarking
- Uphill
- U-Brown ft Maffia & Fluxie Soundsystem
- Ashanti 3000 ft. Dread Pressure
- Soul Remedy Soundsystem ft. Kenny Knots and Earl 16

2007
- Macka B
- Yellowman
- Junior Kelly ft Perfect

- The Disciples
- Derrick Morgan ft Rude Rich & The High Notes
- Prince Malachi
- Stitchie
- The Mighty Pirates
- High Grade Sound
- Jamrock Sound ft. DJ Waxfiend & Shyrock
- The Originators of Dancehall ft. Brigadeer Jerry
- Ranking Joe and All Campbell
- Bass Odyssey
- Forward Fever
- Vibronics
- Abassi Hi Power
- Sun is Shining
- Massive Sound
- Far West Crew
- Soul Stereo ft. Lone Ranger
- Manasseh & MC Danny Red
- The Disciples & MC Jonah Dan

2008
- Alpha Blondy & The Solar System
- Horace Andy
- Alborosie & Shang Yeng Clan ft Spiritual
- Bity McClean
- Omar Perry
- Zion Train
- Mad Professor
- Dub Front Association
- Black Scorpio Soundsystem ft. Echo Minott & Lord Sassafras
- King Sturgav Soundsystem ft. U-Roy
- Charlie Chaplin
- Josey Wales & Brigadeer Jerry
- Iration Steppas
- Pura Vida Productionz
- Abashanti
- Rootman J and The Zionyouth Crew
- Uman
- Bong Productions
- Civalizee Foundation
- Jugglin’ Discotheque
- Ivory Sound

2009
- Lee Perry
- Anthony B
- Chaka Demus & Pliers
- Cocoa Tea
- Lady Saw
- African Head Charge
- Adrian Sherwood
- Turbulence
- Glen Washington
- Don Carlos
- Dubvision Band
- Ziggi
- Renaissance Band
- Topcat
- Lady G
- Bush Chemists
- King General
- Culture Freeman
- Aplha & Omega
- Dan I
- Pow Fox
- Jean Binta
- Breeze
- Onesty
- Myband
- Makalox
- Blackmann
- Brother Culture
- Saimn I
- Young Warriorebbe Sound
- Rata Chanters
- Jah Free
- Ashanti 3000
- Unlisted Fanatic
- Civalizee Foundation
- Douwnbeat The Ruler
- Pow Pow Movement
- Raggamuffin' Whiteman
- Mystic Breeze Collective
- Chaka Chaka Sound
- High Grade Sound
- The Skaravans

### 2010 - heden
2010
- Bunny Wailer & The Solomonic Reggaestra
- Toots & The Maytals
- Tarrus Riley & The Black Soil Band
- Mavado
- Israel Vibration
- Lutan Fyah
- Busy Signal
- Inna De Yard
- Kiddus I
- Cedric Myton
- Clinton Fearon
- Derajah
- Matthew Mcanuff
- Earl Smith
- Louie Culture
- Pura Vida
- Stone Love Movement
- Duke Vin & Natty Bo
- King Addies
- King Earthquake Soundsystem
- Benjamin Zaphaniah
- Fatman International
- Kanka
- Biga
- Blackboard Jungle
- David Katz
- Anthony John
- Slimmah Sound
- Lyrical Benjie
- Christine Miller
- Silly Walks Discotheque
- Kingstone Sound
- Groove Station
- Silverbullet Sound
- Beatstreet Sound
- Boing Productions
- Professor Cat
- High'r Ites
- Saimn
- T-Fyah

2011
- Luciano & Irie Vibrations Band
- Assassin
- Linton Kwesi Johnson & Denniss Bovell Dub Band
- Big Youth meets Mad Professor in dub featuring The Upsetters
- Morgan's Heritage Peetah & Gramps
- Chezidek & Etana & Dub Akom Band
- Gappy Ranks& Romain Virgo & 21st Century Band
- Tony Matterhorn
- General Degree
- Jah Shaka
- Iqulah & The Gideon Family
- Mooninvaders
- Supersonic Sound
- Saxon Sound featuring Papa Levi
- Dubmatix featuring Tippa Irie
- The Mighty Jah Observer
- Protoje & Pressure Busspipe featuring Don Corleon
- Clive Chin

- Blackboard Jungle Soundsystem featuring Ranking Joe & Jah Marnyall
- King Dragon
- Herb A Lize It
- OBF featuring Shanti D & Kenny Knots
- Wassie One versus Sugar Charlie featuring Saimn-I
- Tassus Afari
- V Rocket
- David Katz
- Skamanians
- Mystic Breeze Collective
- Heartbeat Movement
- Dub a la Pub
- Silverbullet Sound
- Jahwed Family Sound
- Kingstep featuring Terry Gad
- The Rocksteady Rat Pack
- Dede
- Pirates Crew

2012
- Tiken Jah Fakloy
- Alborosie
- Mr. Vegas
- Shabba Ranks
- Cham
- The Mighty Diamonds
- John Holt
- Johnny Osborne ft LLoyd Parks & We The People Band
- Bob Andy
- Tanya Stephens
- Pablo Moses
- Carlton Livingstone
- Lone Ranger
- Jim Brown
- Baby Cham
- Peter Metro
- Uman
- Sqiddley Ranking
- Robbo Ranks
- King Flashman
- Mr Fried G
- Earl Gateshead
- King Alpha
- Jah Voice
- Word Sound & Power
- Soul Stereo
- Civalizee
- Sunrockers
- Downbeat International
- Ivory Sound
- Bong Productions
- Uphill Sound
- Cromanty Sound
- King Jammy's
- Ionyouth

2013
- Tifa ft Ruff Kutt Band
- Pentateuch
- DJ Crucial P
- Marcia Griffiths ft Asham Band
- Iba Mahr ft Dubtonic Kru
- Bounty Killer ft Ruff Kutt Band

- Cutty Ranks ft Ruff Kutt Band
- Heartbeat Movement
- Admiral T
- Killamanjaro
- Randy Valentine
- Silly Walks Discotheque
- Dub Fi Youth
- Aba Shanti-I
- King Jammy's
- Mad Professor
- Dennis Alcapone
- Prince Fatty
- Gaz Mayall
- Dukes of Skazzard
- Kev Casino
- Alex Copasetic
- Dub Dokters
- Fullanny, ft Ashwin Jaydee & Pablo Anthony
- Crucial Belfam Showcase
- Romain Virgo
- Busy Signal
- Leroy Sibbles ft Asham Band
- Iron Ites
- Jah9
- Third World
- Capleton
- Dubtonic Kru
- Freddie McGregor
- Protoje & The Indignation
- Exco Levi
- Rakka
- Pirates Crew
- Mr Aya
- High Grade Sound
- Silver Bullet
- Gyptian
- Sentinel
- Mighty Crown
- Radikal
- Kibir La Amlak
- Forward Fever ft Idren Natural
- Black Pearl ft Missing Link & LIdj I
- Unlisted Fanatic ft Collieman, Saimn-I, Moonshine Horns & Paul Vox
- Addis Pablo & Sons of Dub
- African Head Charge Sound System
- Jah Tubby's (Professor Natty ft Gregory Fabulous & Macky Banton)
- Big Tone & The Uptaker
- Simon Czech
- Kris van B
- Dr. Rodney
- Don Letts
- Tighten Up Crew ft Oxman
- Gladdy Wax
- Thriller Mil ft Swa Ranking
- Black Star Sound ft Block Omolo, Smiley & Brainpower
- Dawn Hook & DTD Dancers
- Son Dél Ground
- Gorgon Sound ft Kim Nain
- Prince Fatty ft Hollie Cook
- Black Marshall
- Racine Congo
- Chantelle Ernandez
- Ras Lawi